# Lau Lauritzen junior
Lau Lauritzen jr. (* 26. Juni 1910 in Vejle; † 12. Mai 1977 in Kopenhagen) war ein dänischer Filmregisseur, Schauspieler und Drehbuchautor. Seine Spielfilme wurden viermal mit der Bodil, Dänemarks wichtigstem Filmpreis ausgezeichnet, während er 1942 gemeinsam mit Bodil Ipsen den ersten dänischen Film noir inszenierte. Er war Mitbegründer der dänischen Filmproduktionsgesellschaft ASA Film und von 1937 bis 1945 deren künstlerischer Leiter und von 1945 bis 1964 ihr Verwaltungsdirektor.

## Leben
Lau Lauritzen wurde 1910 in Vejle, an der jütländischen Ostküste, als Sohn des in Dänemark bekannten Stummfilmschauspielers und -regisseurs Lau Lauritzen und dessen Ehefrau Johanne Christensen geboren. Wie sein Vater strebte er eine Karriere in der Filmindustrie an und begann für Filmstudios in England, Deutschland, Frankreich und Belgien zu arbeiten. Nach seiner Rückkehr nach Dänemark arbeitete er von 1931 bis 1933 für seinen Vater bei der Filmproduktionsgesellschaft Palladium in verschiedenen Positionen, unter anderem als Drehbuchautor (1929–1939), Kameramann, Tontechniker und Regieassistent. Noch vor seinem 24. Lebensjahr feierte Lauritzen 1934 mit der Komödie Ud i den kolde sne sein Debüt als Filmregisseur, das er gemeinsam mit Alice O’Fredericks inszenierte. Die Dänin arbeitete ebenfalls als Regieassistentin für Lauritzen sen. bei Palladium. Im selben Jahr trat Lauritzen in der Komödie Barken Margrethe, bei der sein Vater Regie führte, auch erstmals als Schauspieler in Erscheinung. Mit O’Fredericks als Koregisseurin folgte in den 1930er und 1940er Jahren eine enge Zusammenarbeit, aus der 27 gemeinsame Filme resultierten.
Im Jahr 1937 gründete Lauritzen gemeinsam mit den Regisseuren John Olsen und Henning Karmark die Filmproduktionsgesellschaft ASA Film und bekleidete den Posten des künstlerischen Leiters. Bei der ASA Film führte er oft Koregie mit so bekannten Kolleginnen wie Alice O’Fredericks und Bodil Ipsen und übernahm immer wieder große und kleine Schauspielrollen in seinen Werken. Auch während des Zweiten Weltkriegs, im von der deutschen Wehrmacht besetzten Dänemark, ging er seiner Arbeit nach und war an der Produktion von 22 Filmen beteiligt. Zu diesen zählte auch Entgleiste Menschen (1942). Der Psychothriller, die erste gemeinsame Inszenierung mit Bodil Ipsen, gilt als erster Film noir der dänischen Filmgeschichte. In diesem schlüpfte Ilona Wieselman in die Rolle einer unter Gedächtnisschwund leidenden Arzttochter, die sich unter Prostituierten als Geliebte eines Gangsters wiederfindet und tragisch endet.
Nach Kriegsende folgte mit Rote Wiesen (1945) die zweite Zusammenarbeit mit Bodil Ipsen. Das Drama, das zu Zeiten der deutschen Besatzung im Zweiten Weltkrieg angesiedelt ist und über den dänischen Widerstand berichtet, war in den Hauptrollen mit Poul Reichhardt und Lisbeth Movin besetzt. Die sieben Jahre jüngere dänische Schauspielerin hatte Laurizen jr. ein Jahr zuvor geheiratet. Rote Wiesen erhielt 1946 eine Einladung in den Wettbewerb der erstmals veranstalteten Internationalen Filmfestspielen von Cannes. Dort teilte sich der Film den Hauptpreis, den Grand Prix, mit zehn weiteren Spielfilmproduktionen.
Nach dem Erfolg in Cannes war den Spielfilmen von Lauritzen und Ipsen wiederholt Erfolg in Dänemark beschieden. Dreimal erhielten ihre Regiearbeiten die Bodil für den besten dänischen Film des Jahres zugesprochen: 1949 für das Kriegsdrama Støt står den danske sømand (1948), in dem Lauritzen gemeinsam mit seiner Ehefrau auch Schauspielrollen bekleidete, 1951 für den Alkoholikerfilm Café Paradis (1950), abermals mit Poul Reichhardt besetzt, und 1952 für Det sande ansigt (1951). Im letztgenannten Kriminalfilm übernahm Lauritzen die Hauptrolle des Architekten Troels Rolff, der unschuldig des Mordes und der Vergewaltigung einer jungen Frau verdächtigt wird. Ein Jahr später übernahm er bei dem Krimidrama Die Verführten die alleinige Regie und wurde abermals mit der Bodil ausgezeichnet. Die düstere Milieustudie stellte straffällige Jugendliche in Kopenhagen in den Mittelpunkt.
Nach Die Verführten gelang es Lauritzen nicht mehr, an frühere Erfolge anzuknüpfen, obwohl er noch an der Produktion von elf weiteren Filmproduktionen beteiligt war, darunter die Liebeskomödie Wenn alle Stricke reißen (1958) mit dem seinerzeit populären dänisch-niederländische Schlager-Duo Nina & Frederik in den Hauptrollen. Von 1945 bis 1964 war Lauritzen Verwaltungsdirektor der ASA Film. Sein letzter Spielfilm, bei dem er Produktion und Regie übernahm, war die Komödie Mig og min lillebror og Bølle mit Dirch Passer und Poul Reichardt. Während seiner Karriere führte er bei insgesamt 64 Filmen Regie, absolvierte 27 Auftritte als Schauspieler und wirkte bei 25 Filmen am Drehbuch mit. Als Kameramann war er in den frühen 1930er Jahren an drei Produktionen beteiligt, 1950 folgte mit Die roten Pferde seine vierte und letzte Produktion auf diesem Gebiet.
Lauritzen war zweimal verheiratet. In erster Ehe mit Nina Borthern, der Tochter eines norwegischen Schiffsmagnaten. Seine zweite Ehe ging er 1945 mit der dänischen Schauspielerin Lisbeth Movin ein. Movin vertraute er Rollen in vielen seiner Filme an. Sie übernahm auch die Koregie an seinen letzten Spielfilmen Min kone fra Paris (1961), das Drama Rikki und die Männer, in dem Ghita Nørby als Prostituierte mit Erfolg ihre Memoiren veröffentlicht, sowie Mig og min lillebror og Bølle (1969). Aus der Verbindung mit Movin ging seine 1950 geborene Tochter Lone Lau hervor, die ab Ende der 1960er-Jahre wie ihre Mutter als Filmschauspielerin in Erscheinung trat. Lauritzen verstarb 1977 im Alter von 66 Jahren in Kopenhagen und fand auf dem Kirchfriedhof von Hørsholm seine letzte Ruhestätte.

## Filmografie

### Regie
| - 1934: Ud i den kolde sne - 1935: Kidnapped - 1935: Week-end - 1936: Snushanerne - 1936: Panserbasse - 1936: Cirkusrevyen 1936 - 1936: En fuldendt gentleman - 1937: Frk. Møllers jubilæum - 1937: Der var engang en vicevært - 1938: Alarm - 1938: Julia jubilerar - 1938: Livet paa Hegnsgaard - 1938: Blaavand melder Storm - 1939: De tre måske fire - 1939: Nordhavets mænd - 1939: I dag begynder livet - 1940: Familien Olsen - 1940: Västkustens hjältar - 1940: Pas på Svinget i Solby - 1940: En desertør - 1940: En ganske almindelig pige - 1941: Niels Pind og hans dreng - 1941: Tror du jeg er født i Gaar! - 1941: Far skal giftes - 1941: Frk. Kirkemus - 1942: Entgleiste Menschen (Afsporet) - 1942: Søren Søndervold - 1942: Frk. Vildkat - 1943: Hans Onsdagsveninde - 1943: Det ender med bryllup - 1943: Jeg mødte en morder - 1944: Frihed, lighed og Louise | - 1944: Rejsefeber - 1944: Dansk sport i småglimt - 1944: Bedstemor går amok - 1945: Affæren Birte - 1945: Panik i familien - 1945: Klingende toner - 1945: De kloge og vi gale - 1945: Rote Wiesen (De røde enge) - 1946: Jeg elsker en anden - 1947: Familien Swedenhielm - 1947: Når katten er ude - 1947: Lise kommer til Byen - 1947: Jag älskar dig, Karlsson! - 1947: Røverne fra Rold - 1948: Støt står den danske sømand - 1949: So beginnt ein Leben (Vi vil ha' et barn) - 1950: Den opvakte jomfru - 1950: Café Paradis - 1951: Det sande ansigt - 1952: Vejrhanen - 1953: Die Verführten (Farlig ungdom) - 1954: En sømand går i land - 1956: Taxa K 1640 efterlyses - 1957: Danmarks konge - 1958: Wenn alle Stricke reißen (Verdens rigeste pige) - 1960: Sømand i knibe - 1961: Min kone fra Paris - 1962: Rikki und die Männer (Rikki og mændene) - 1965: Jensen længe leve - 1967: Mig og min lillebror - 1968: Mig og min lillebror og storsmuglerne - 1969: Mig og min lillebror og Bølle |

| - 1934: Ud i den kolde sne - 1934: Barken Margrethe - 1935: Week-end - 1936: Snushanerne - 1936: Panserbasse - 1937: En fuldendt gentleman - 1937: Frk. Møllers jubilæum - 1937: Der var engang en Vicevært - 1938: Alarm - 1938: Julia jubilerar - 1938: Blaavand melder Storm - 1939: De tre måske fire - 1939: Nordhavets mænd - 1940: En ganske almindelig pige - 1941: Tag til Rønneby Kro - 1942: Entgleiste Menschen (Afsporet) - 1945: Den usynlige hær - 1945: Rote Wiesen (De røde enge) - 1947: Lise kommer til Byen - 1947: Jag älskar dig, Karlsson! - 1948: Værelse søges - 1948: Støt står den danske sømand - 1950: Café Paradis - 1951: Det sande ansigt - 1954: En sømand går i land - 1956: Taxa K 1640 efterlyses - 1960: Sømand i knibe | - 1930: Hr. Tell og søn - 1930: Pas paa pigerne - 1931: Krudt med knald - 1932: I kantonnement - 1932: Han, hun og Hamlet - 1933: Med fuld musik - 1933: Københavnere - 1934: Ud i den kolde sne - 1934: Barken Margrethe - 1935: Kidnapped - 1935: Week-end - 1936: Snushanerne - 1936: Panserbasse - 1937: Frk. Møllers jubilæum - 1937: Der var engang en Vicevært - 1938: Alarm - 1938: Julia jubilerar - 1938: Blaavand melder Storm - 1939: De tre måske fire - 1940: Västkustens hjältar - 1941: Tror du jeg er født i Gaar! - 1944: Bedstemor går amok - 1945: Klingende toner - 1957: Danmarks konge |

## Auszeichnungen
- 1946: Grand Prix der Internationalen Filmfestspiele von Cannes für Rote Wiesen (gemeinsam mit Bodil Ipsen)
- 1949: Bodil für Støt står den danske sømand (Kategorie: Bester Film)
- 1951: Bodil für Café Paradis (Bester Film)
- 1952: Bodil für Det sande ansigt (Bester Film)
- 1954: Bodil für Die Verführten (Bester Film)